# Air Southwest
Air Southwest – brytyjska linia lotnicza z siedzibą w Plymouth. Obsługiwała połączenia krajowe oraz do Irlandii. Jej głównym węzłem jest port lotniczy Plymouth-City. W 2011 roku firma zawiesiła działalność.

## Miasta docelowe
- Irlandia
  - Cork (port lotniczy Cork)
  - Dublin (port lotniczy Dublin)
- Wielka Brytania
  - Bristol (port lotniczy Bristol)
  - Jersey (port lotniczy Jersey)
  - Leeds (port lotniczy Leeds/Bradford)
  - Londyn (port lotniczy Londyn-Gatwick)
  - Manchester (port lotniczy Manchester)
  - Newquay (port lotniczy Newquay)
  - Plymouth (port lotniczy Plymouth-City) węzeł